# Cossutia

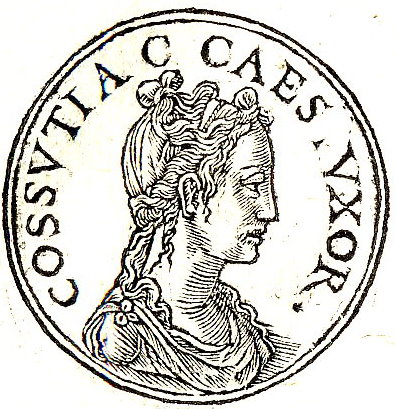
Cossutia als echtgenote van Julius Caesar

Cossutia (1e eeuw v.Chr.) was volgens de Romeinse auteur Suetonius de eerste vrouw van Julius Caesar. Caesars vader, Gaius Julius Caesar Strabo, verplichtte hem zich te verloven of te huwen met haar (circa 85 v.Chr.). Na de dood van Strabo in 85 v.Chr. verstootte Caesar haar en huwde hij met Cornelia Cinna minor.